# Джузеппе Джорджетті
Джузеппе Джорджетті (італ. Giuseppe Giorgetti; (?- після 1682) — італійський скульптор.

Джузеппе був сином різьбяра по мармуру Джованні Маріа. Дата його народження невідома, як і подробиці дитинства та навчання.

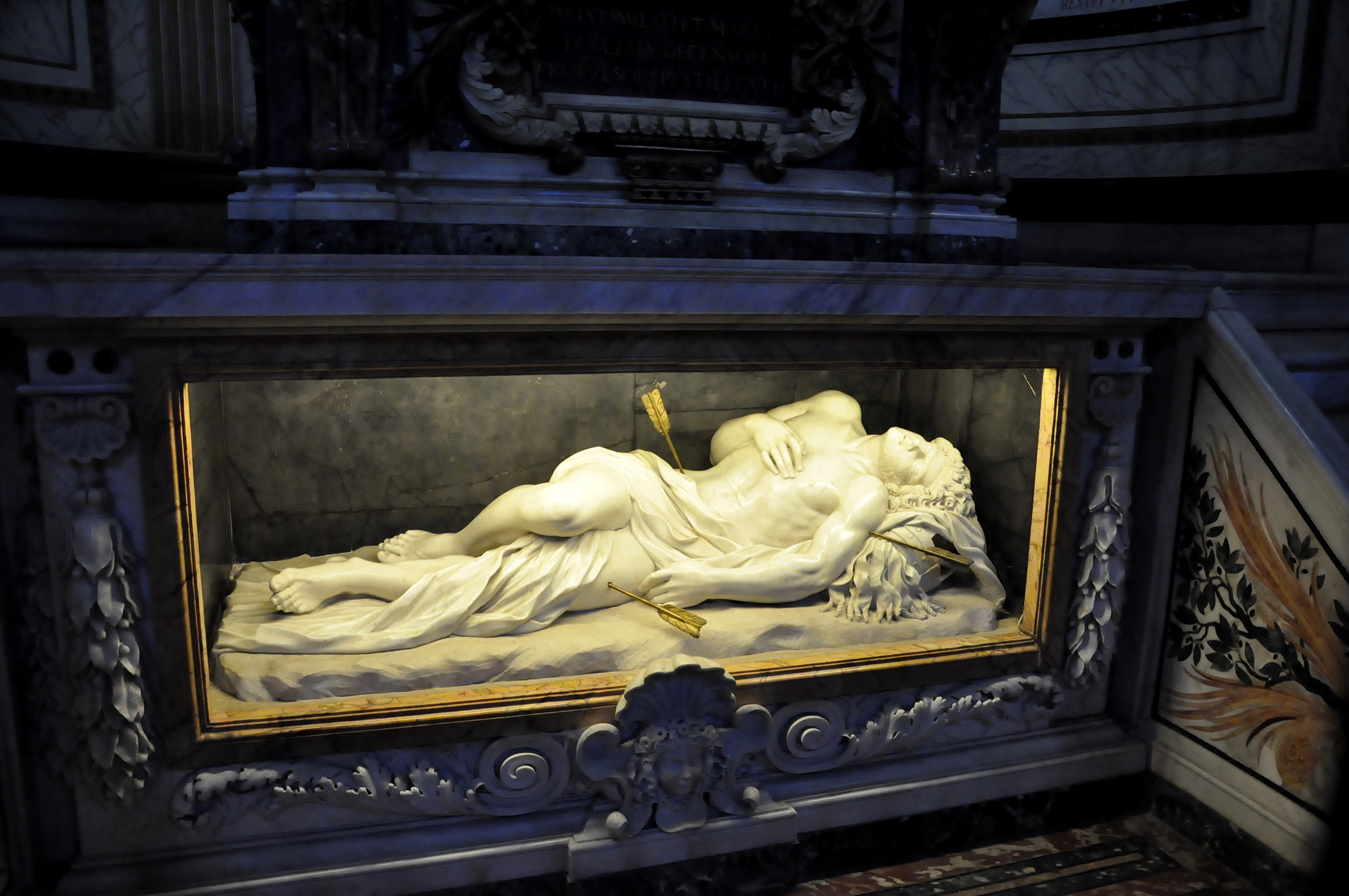
Святий Себастьян. Церква Сан-Себастьяно-фуорі-ле-Мура. Рим. 1672

Джузеппе Джорджетті працював у майстерні свого брата Антоніо, реставратора античних статуй, а в 1668 році співпрацював із ним у створенні однієї зі статуй («Ангел із губкою») для мосту Сант-Анджело в Римі. Наступного року для родини Барберіні Джорджетті відновив давньогрецький надгробний барельєф (зберігається в Палаццо алле Куатро Фонтані); в тому ж році, після смерті брата (1669) Джузеппе замінив його в керівництві майстерні і на посаді довіреного скульптора Барберіні.

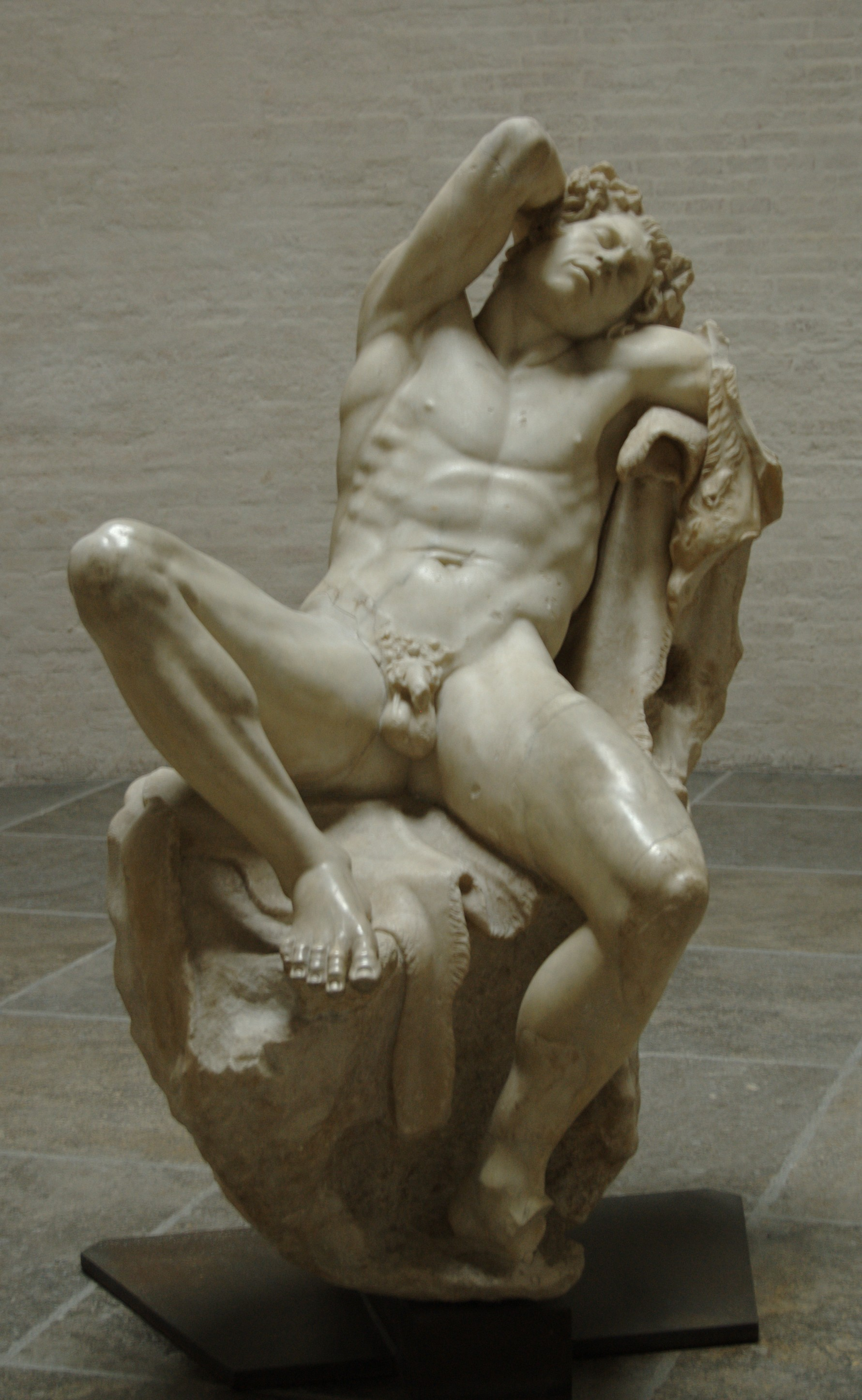
«Фавн Барберіні» Бл. 200 р. до н. е. Гліптотека (Мюнхен)

Для римського Палаццо Барберіні він відновив античну скульптуру Вакха. У 1672 році для капели Святого Себастьяна в церкві Сан-Себастьяно-фуорі-ле-Мура, побудованої на замовлення кардинала Франческо Барберіні, скульптор створив мармурову скульптуру лежачої фігури Себастьяна, пронизаного стрілами з позолоченої бронзи. Існує припущення, що в цьому творі Джузеппе використовував модель, підготовлену його братом і, можливо, малюнок Чіро Феррі, автора оформлення капели.
Джузеппе Джорджетті постачав моделі скульпторам-ювелірам срібних справ майстрам для відливання з дорогих матеріалів. Між 1672 і 1673 роками він підготував моделі барельєфних профілів святих Евтіхіо та Дамазо для церкви Сан-Лоренцо-ін-Дамазо. У ті ж роки він працював у Веллетрі у Соборі Сан-Клементе, для якого створив проєкт головного вівтаря та моделі фігур святих. У 1675 році Джорджетті виконував скульптурні роботи в римській церкві Сант-Андреа-делла-Валле. Співпрацював із Лоренцо Оттоні з виконання численних замовлень кардинала Франческо Барберіні, в тому числі зі спорудження фонтану для внутрішнього двору Палаццо Барберіні зі статуєю Аполлона (1677).
У 1679 році Джорджетті і Оттоні відновили античну скульптуру «Фавна Барберіні» з колекції родини Барберіні (нині: Гліптотека (Мюнхен). Вони створили ноги, ліву руку і камінь, що слугував ложем. Скульптори виконали статую Папи Урбана VIII в Пезаро (не збереглася). Після смерті кардинала Барберіні, покровителя художника, в 1679 році про Джорджетті немає історичних відомостей.